# Saxwe
El gbe, saxwe (o sahouè, o saxwe, o saxwegbe, etc.) és una llengua gbe oriental que parlen els saxwes que tenen el territori al departament de Mono, al sud-oest de Benín. El seu codi ISO 639-3 és sxw i el seu codi al glottolog és saxw1241.

## Població i geografia
El 2002 hi havia 170.000 saxwes (n'hi ha 244.000 segons el joshuaproject).
Els territori saxwe està situat als municipis de Houéyogbé i de Bopa, al departament de Mono, al sud-oest de Benín. Aquest territori està situat principalment entre el llac Aheme i el riu Kouffo, a l'est i el llac Toho, a l'oest. És fronterer amb el territori dels parlants de gbe, ci i d'aja, al nord; amb els parlants de gbe, kotafon; d'aja i de gbe, waci a l'oest; amb els parlants de gbe, xwela, al sud; i amb els parlants de gbe, ayizo i de gbe, gbesi, a l'est.

## Família lingüística
El gbe, saxwe és una llengua kwa, família lingüística que forma part de les llengües Benué-Congo. Concretament, segons l'ethnologue, forma part del grup lingüístic de les llengües gbes. Segons l'ethnologue, hi ha 21 llengües gbe: l'Aguna, l'ewe, el gbe, ci, el gbe, xwla oriental, el gbe, gbesi, el gbe, kotafon, el gbe, saxwe, el gbe, waci, el gbe, xwela occidental, el gbe, xwela, el kpessi, sis llengües aja (aja, gbe, ayizo, gbe, defi, gbe, tofin, gbe, weme i gun), dues llengües fons (fon i gbe, maxi) i la llengua gen, considerada l'única llengua mina. Segons el glottolog, és una de les llengües gbes orientals juntament amb el gbe, ayizo; el gbe, defi; el gbe, xwla oriental; el fon; el gbe, ci; el gun; el gbe, gbesi; el gbe, maxi; el gbe, kotafon; el gbe, tofin; el gbe, weme; el gbe, xwla occidental; el wudu i el gbe, xwela.

## Dialectes
Els dialectes del gbe, saxwe són el daxe, el saxwe i el se.

## Tipologia de la llengua i característiques
El gbe, saxwe és una llengua de sintaxi SVO (subjecte - verb - objecte). No té noms propis per classes ni per gènere. Té 12 fonemes vocàlics i és una llengua tonal.

## Sociolingüística i ús de la llengua
El gbe, saxwe és una llengua desenvolupada (EGIDS 5): La utilitzen les persones de totes les generacions en l'àmbit social, està estandarditzada i té literatura, tot i que no és totalment sostenible. S'escriu en alfabet llatí i existeixen periòdics i programes de ràdio en la llengua gbe, saxwe. Els saxwes, a més a més, parlen el gbe, gbesi i el gbe, xwela com a segones llengües.